# Dissent (rivista USA)
Dissent: A Quarterly of Socialist Opinion è una rivista trimestrale statunitense di politica e cultura, di indirizzo liberal progressista, fondata nel 1954 e pubblicata dalla University of Pennsylvania Press.

## Storia
La rivista nacque nel 1954 da un gruppo di intellettuali che intendevano reagire al maccartismo e al comunismo e “dissentire”, per l'appunto, «from the bleak atmosphere of conformism that pervades the political and intellectual life of the United States» (dalla desolante atmosfera conformista che pervade negli Stati Uniti la vita sia intellettuale che politica). Nel corso degli anni la rivista è diventata anche una delle sedi più prestigiose d'America per la critica sociale e culturale, grazie alla pubblicazione di scritti di filosofi come Michael Walzer (che è stato redattore della rivista per quattro decenni), Cornel West e Iris Marion Young, come pure di romanzieri e poeti come Günter Grass e Czesław Miłosz.

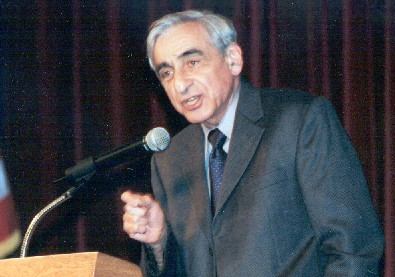
Michael Walzer, direttore della rivista per 40 anni

Negli anni sessanta e settanta Dissent ha manifestato scetticismo verso il terzomondismo e la New Left e sostegno ai movimenti egualitaristi soprattutto in questioni relative ai diritti sociali e civili. Sebbene la linea politica prevalente di Dissent sia identificabile ancora con il socialismo democratico dei suoi fondatori, i suoi redattori e collaboratori appartengono a un ampio spettro di posizioni di sinistra: dal Marxismo umanista di Marshall Berman e Leszek Kołakowski, alle concezioni socialdemocratiche di Richard Rorty e Michael Walzer, al Femminismo radicale di Ellen Willis e Seyla Benhabib. Più di recente, alcuni dei suoi redattori più giovani si sono identificati con il marxismo eterodosso e la democrazia radicale di Occupy Wall Street.
In collaborazione con il Brooklyn Institute for Social Research, Dissent ha promosso il progetto Archive project consistente nella digitalizzazione di numerose riviste letterarie e politiche del passato di breve durata, fra le quali Marxist Perspectives e Democracy, e il loro accesso online.

## Redattori e collaboratori
- Lionel Abel
- Hannah Arendt
- Shlomo Avineri
- Lewis A. Coser
- Daniel Bell
- Seyla Benhabib
- Marshall Berman
- Paul Berman
- David Bromwich
- Mitchell Cohen
- Isaac Deutscher
- John Patrick Diggins
- Amitai Etzioni
- Erich Fromm
- Todd Gitlin
- Tom Gnyra

- Paul Goodman
- Günter Grass
- Jürgen Habermas
- Michael Harrington
- Robert Heilbroner
- Hendrik Hertzberg
- Irving Howe
- Michael Ignatieff
- Alfred Kazin
- György Konrád
- Benjamin Kunkel
- Norman Mailer
- Kanan Makiya
- C. Wright Mills
- Deborah Meier
- Louis Menand

- Harold Meyerson
- Brian Morton
- Martha Nussbaum
- Amos Oz
- George Packer
- Samantha Power
- Ronald Radosh
- Ruth Rosen
- Richard Rorty
- Meyer Schapiro
- Ignazio Silone
- Michael Tomasky
- Michael Walzer
- Cornel West
- Sean Wilentz
- Ellen Willis
- Richard Wright